# ليوتي (طائرة مسيرة)
طائرة أيه إن-196 ليوتي  (بالأوكرانية : Лютий، وتعني "شرسة/غاضبة" ) هي طائرة مسيرة هجومية أحادية الوجهة أوكرانية طورتها شركة أوكرأبارونبروم في أكتوبر 2022 نظيرًا للذخيرة الروسية شاهد 136 المتسكعة. خلال الغزو الروسي لأوكرانيا، شهدت طائرات ليوتي استخدامًا مكثفًا من قبل أوكرانيا في الهجمات على الأراضي الروسية، بما في ذلك مصافي النفط والمرافق الصناعية والمطارات العسكرية.

## سجل الخدمة
في 25 نوفمبر 2024، أفاد موقع Militarnyi العسكري الأوكراني أن طائرة ليوتي المجهزة يرأس حربي مطور وزنه 75 كلجم استُخدمت لضرب مصفاة نفط روسية في ساراتوف، على مسافة تزيد عن 600 كيلومتر من الحدود الأوكرانية.